# Saint John (Dakota du Nord)
Pour les articles homonymes, voir Saint John.
La ville de Saint John est située dans le comté de Rolette, dans l’État du Dakota du Nord, aux États-Unis. Sa population s’élevait à 341 habitants lors du recensement de 2010, estimée à 342 habitants en 2018.

## Démographie
| 1910 | 1920 | 1930 | 1940 | 1950 | 1960 |
| ---- | ---- | ---- | ---- | ---- | ---- |
| 424  | 460  | 372  | 517  | 451  | 420  |

| 1970 | 1980 | 1990 | 2000 | 2010 | - |
| ---- | ---- | ---- | ---- | ---- | - |
| 367  | 401  | 368  | 358  | 341  | - |

## Source
- (en) Cet article est partiellement ou en totalité issu de l’article de Wikipédia en anglais intitulé « St. John, North Dakota » (voir la liste des auteurs).